# The Bridge
The Bridge és una sèrie de televisió estatunidenca emesa pel canal FX Networks per primer cop el juliol de 2013 i protagonitzada per Diane Kruger en el paper de la detectiu estatunidenca Sonya Cross i Demian Bichir com el detectiu mexicà Marco Ruiz. La sèrie utilitza tant l'anglès com el castellà segons sigui el personatge que parla o el lloc on es desenvolupa l'acció.
Es tracta de l'adaptació lliure de la sèrie suecodanesa Bron/Broen coproduïda per Sveriges Television, Danmarks Radio i distribuïda per l'alemanya ZDF. La versió americana té lloc a la frontera entre els Estats Units i Mèxic, a cavall de les ciutats d'El Paso i Ciudad Juárez on es trobaran la detectiu Sonya Cross (Kruger) i el detectiu de la policia de l'estat de Chihuahua Marco Ruiz (Bichir). La història es desenvolupa paral·lelament a la investigació realitzada pels reporters del diari El Paso Times, Daniel Frye (Lillard) i Adriana Mendez (Rios). La sèrie va ser un èxit de crítica. Durant la primera temporada va mantenir una audiència modesta però que es va reduir un 42% per cent en la segona temporada, motiu per la qual no va ser renovada per a una tercera temporada.

## Producció
El canal de televisió FX va decidir produir una adaptació de la sèrie original escandinava i el 28 de juliol de 2012 va anunciar la realització de l'episodi pilot d'aquesta nova versió. Els productors executius i escriptors principals d'aquesta versió són Meredith Stiehm, creadora de la sèrie Cold Case i productora executiva també de Homeland, i Elwood Reid, productor executiu també de les sèries Cold Case i Hawaii Five-O. The Bridge és una coproducció de FX i de Shine America, subsidiària nord-americana de l'empresa Shine Group, del magnat de la comunicació Rupert Murdoch).
Els creadores de la sèrie també varen decidir traslladar la història a la frontera entre els Estats Units i Mèxic, el que els permetia fer una versió lliure i agregar-hi nous elements i importants canvis respecte de la versió original.
El director de cinema mexicà Gerardo Naranjo, aclamat per la crítica per la pel·lícula Miss Bala, fou seleccionat per dirigir l'episodi pilot.

## Argument
La trama de la primera temporada segueix els esforços de dos detectius per capturar l'assassí d'un jutge nord-americà, conegut pel seu punt de vista antiimmigració, i que és trobat al mig del pont que fa de frontera entre la ciutat de l'estat nord-americà de Texas d'El Paso i la de l'estat mexicà de Chihuahua de Ciudad Juárez. Tant el detectiu mexicà Marco Ruiz Demian Bichir com la nord-americana Sonya Cross Diane Kruger, la qual té diagnosticada la síndrome d'Asperger, posen a un costat les seves diferències per resoldre un seguit d'assassinats a la frontera els quals es troben relacionats d'alguna manera amb la immigració il·legal, el tràfic de drogues i la prostitució. La investigació, a més, es complica per la corrupció política imperant, l'apatia general entre les autoritats i la violència entre els poderosos càrtels de la droga.

## Repartiment
Principal
- Diane Kruger com la detectiu Sonya Cross del departament de policia d'El Paso. Té diagnosticada la síndrome d'Asperger. La seva germana Lisa va morir quan tenia 15 anys i ella encara visita l'assassí a la institució mental on està reclòs - potser per intentar esbrinar perquè va matar-la.
- Demián Bichir com el detectiu d'homicidis Marco Ruiz de la policia de l'estat de Chihuahua.
- Ted Levine com el tinent Hank Wade, un fastiguejat supervisor de Sonya Cross a la qual recolza i aconsella. Fou ell qui va investigar l'assassinat de la seva germana.
- Annabeth Gish com Charlotte Millwright, vídua d'un ric ramader nord-americà el qual mor d'un atac de cor a la mateixa frontera. Fet que fa que apareguin a la llum activitats relacionades amb la immigració il·legal i el tràfic de drogues.
- Thomas M. Wright com Steven Linder, un llop solitari que intenta sobreviure en una frontera sense llei.
- Matthew Lillard com Daniel Frye, periodista del diari El Paso Times que malgasta la seva carrera en un seguit de festes i abús de drogues.
- Emily Ríos com Adriana Pérez, periodista del mateix diari nascuda a Cidad Juárez on viu amb la seva mare i les seves germanes.

Secundari
- Catalina Sandino Moreno com Alma Ruiz, esposa del detectiu Marco Ruiz.
- Carlos Pratts com Gustavo "Gus" Ruiz, fill gran del detectiu Marco Ruiz.
- Ramón Franco com Fausto Galvan, líder d'un dels càrtels de la droga de Ciudad Juárez i propietari d'El Rey.
- Alejandro Patino com Cesar, lleial treballador de Karl Millwright, al qual ajuda en els seus negocis tèrbols.
- Juan Carlos Cantu com capità Robles, capità de la policia de Chihuahua i supervisor del detectiu Marco Ruiz.
- Diana-Maria Riva com Kitty Conchas: the El Paso PD's desk clerk who is of Mexican heritage, but speaks no Spanish
- Stephanie Sigman com Eva Guerra, companya d'Hector.
- Brian Van Holt com Ray, antic amant de Charlotte.
- Daniel Edward Mora com Obregon, guardaespatlles de Fausto.
- Larry Clarke com Manny Stokes, ajudant excessivament entusiasta del xèrif del comtat del Paso.
- Lyle Lovett com Monte P. Flagman, advocat de Graciela Rivera.
- Arturo del Puerto com Hector Valdez, empleat de Fausto.
- Don Swayze com Tim, contacte del Ray a Tampa.
- Chris Browning com Jackson Childress, un caçador d'immigrants.
- Franka Potente com Eleanor Nacht, solucionadora d'un dels càrtels de la droga.
- Manuel Uriza com Abelardo Pintado, fiscal mexicà que investiga la corrupció policial de Ciudad Juárez.
- Nathan Phillips com Jack Dobbs, germà de Jim Dobbs, l'assassí de la germana de Sonya Cross.
- Abraham Benrubi com Joe Mackenzie, agent de la DEA que investiga a Fausto Galvan.
- Bruno Bichir com Sebastian Cerisola, director executiu del Grup Clio, el qual té connexions amb els càrtels de la droga.

## Banda sonora
La música del tema d'obertura és I'm One With You de Ryan Bingham.